# NGC 4060
NGC 4060 é uma galáxia lenticular (S0) localizada na direcção da constelação de Coma Berenices. Possui uma declinação de +20° 20' 17" e uma ascensão recta de 12 horas, 04 minutos e 01,0 segundos.
A galáxia NGC 4060 foi descoberta em 18 de Março de 1865 por Albert Marth.